# Brian Saunders (Tontechniker)
Brian Saunders ist ein Tonmeister.

## Leben
Saunders begann seine Karriere Ende der 1970er Jahre beim britischen Fernsehen. Das Fernsehen blieb sein Arbeitsschwerpunkt, und er war 1992 für sein Wirken an den Fernsehserien Heißer Verdacht und Inspektor Morse, Mordkommission Oxford für zwei BAFTA TV Awards in der Kategorie Bester Ton nominiert. Er gewann die Auszeichnung für Inspektor Morse, Mordkommission Oxford zusammen mit Tony Dawe, Nigel Galt und Paul Conway.
Saunders war auch an einigen Spielfilmen tätig. Für einen seiner ersten Filme, Gorillas im Nebel, war er 1989 gemeinsam mit Andy Nelson und Peter Handford für den Oscar in der Kategorie Bester Ton nominiert, der Preis ging in diesem Jahr jedoch an Clint Eastwoods Filmbiografie Bird. Zu seinen weiteren erwähnenswerten Filmen gehören Danny Boyles Kleine Morde unter Freunden aus dem Jahr 1994 sowie Trainspotting – Neue Helden von 1996. Im selben Jahr zog sich Saunders aus dem Film- und Fernsehgeschäft zurück.

## Filmografie (Auswahl)
- 1988: Gorillas im Nebel (Gorillas in the Mist: The Story of Dian Fossey)
- 1988: High Spirits
- 1988: Stormy Monday
- 1989: Mein linker Fuß (My Left Foot: The Story of Christy Brown)
- 1990: M.A.R.K. 13 – Hardware (Hardware)
- 1994: Kleine Morde unter Freunden (Shallow Grave)
- 1996: Trainspotting – Neue Helden (Trainspotting)

## Auszeichnungen
- 1989: Oscar-Nominierung in der Kategorie Bester Ton für Gorillas im Nebel
- 1992: BAFTA TV Award in der Kategorie Bester Ton (Fiction) für Inspektor Morse, Mordkommission Oxford
- 1992: BAFTA-TV-Award-Nominierung in der Kategorie Bester Ton (Fiction) für Heißer Verdacht